# Franz Lubojatzky
Franz Anton Lubojatzky, auch unter Pseudonym Franz Carion oder Nikanor I., (* 16. Dezember 1807 in Dresden; † 17. Juni 1887 ebenda) war ein deutscher Schriftsteller von überwiegend historischen Romanen meist zur sächsischen Geschichte.

## Leben
Lubojatzky erlernte das Juwelierhandwerk und betätigte sich als Schauspieler bei Wandertheatern. Erfüllung fand er jedoch erst im Schreiben von meist historischen Romanen, die er überwiegend im Jahrestakt ab 1840 in großer Zahl vorlegte. Ab 1845 arbeitete er nur noch als freier Schriftsteller in seiner Heimatstadt Dresden. Dabei ging er teilweise sehr frei mit den historisch verbürgten Sachverhalten um, sodass er bereits kurz nach seinem Tod schnell in Vergessenheit geriet. Typisch für ihn sind auch einige historische Romane der Gegenwart, in denen er sich Themen der damaligen Zeitgeschichte widmete. Daneben schrieb er auch einige unbedeutende Theaterstücke und veröffentlichte in mehreren Zeitungen Geschichten und Novellen.
Bleibende Bekanntheit erlangte er im Königreich Sachsen vor allem durch das reich illustrierte zweibändige Werk Das goldne Buch vom Vaterlande, das 1859/60 in Löbau erschien.
Sein 1867 erschienener Roman Der alte Dessau war für Karl May eine Grundlage für dessen Dessauer Humoresken.

## Werke (Auswahl)
- Herkus Monte. Historische Erzählung aus der letzten Hälfte des dreizehnten Jahrhunderts, 1840
- Die Jüdin. Deutsches Sittengemälde aus der ersten Hälfte des 14. Jahrhunderts, 1840
- Der Fischhändler von Neapel. Historische Novelle aus der Mitte des siebzehnten Jahrhunderts, 1841
- 1830. Historischer Roman, 1841/42
- 1840. Historischer Roman, 1843
- Russische Intriguen. Historischer Roman aus der Gegenwart, 1844
- Luther und die Seinen. Historischer Roman, 1844
- Der Proselyt. Roman aus der zweiten Hälfte des 17. Jahrhunderts. Seitenstück zu C. Spindlers Jesuit, 1844/45
- Eine Preußische Familie. Geschichtlicher Roman, 1848
- 1848 oder Nacht und Licht. Historischer Roman, 1849
- 1849 oder des Königs Maienblüthe. Historischer Roman aus der Gegenwart, 1850
- Hundertjährige Chronik oder: Die Schicksale des sächsischen Volkes seit 1750 bis 1850. Ein Gedenkbuch für Familienkreise aller Volksklassen im Sachsenlande, o. J. [ca. 1850]
- Vor hundert Jahren. Historischer Roman, 1851
- König Friedrich August III. von Sachsen und seine Zeit. Historischer Roman, 1851/52
- Schloß Stolpen oder Erinnerung aus dem Leben der Gräfin von Cossel. Historischer Roman, 1853
- Sachsens neun denkwürdige Jahre von 1806 bis 1815 während Napoleons Feldzügen in Deutschland und Rußland. Ein vaterländisches Chronikbuch, 1853
- Der Prophet von Zwickau, 1854
- Des Teufels Werkstatt oder Paris unter der Erde. Historisch-humoristischer Roman, 1854
- Katharina II., die Semiramis des Nordens. Aus dem Tagebuch einer polnischen Familie, Historischer Roman 1.–3 Teil, 1855/56
- Der Weltkampf gegen Rußland und seine großen Ereignisse. Verbunden mit den Schilderungen der Oertlichkeiten, der Sitten und Lebensweisen der verschiedenen bei dem Kampfe betheiligten Völker; nebst den Biographien der hervorragendsten Persönlichkeiten aller Krieg führenden Parteien. Ein geschichtliches Gedenkbuch für alle Volksklassen, 1856
- Die Schweden in Pirna, 1857
- Maria Theresia und ihre Zeit. Historischer Roman, 1857
- Ein getheiltes Herz, oder Karl Theodor und seine Zeit. Historischer Roman, 1858
- Das goldne Buch vom Vaterlande, 2 Bde., Löbau o. J. [1859/60]
- Der letzte deutsche Kaiser und seine Zeitgenossen. Historischer Roman, 1860
- Der Untergang der Protestanten in Oberösterreich. Historischer Roman, 1861
- Eine lateinische Czarin und ihr Schicksal. Historische Erzählung, 1862
- Der letzte Habsburger und seine Tochter. Historischer Roman, 1863
- Ein Jahr aus dem Leben August des Starken. Historischer Roman, 1863
- Johann Georg I. von Sachsen. Historischer Roman, 1865
- Röschen, des Pfarrers Tochter von Taubenhain. Erzählung aus der Zeit Friedrich August des Starken, 1865
- Der alte Dessauer. Historischer Roman, 1867
- Ein deutscher Fürst. Historischer Roman, 1868
- Die Tochter des Eierkönigs. Historischer Roman, 1868
- König August und sein Goldschmied. Historischer Roman, 1870
- Die Klöppel-Lady oder Der Lebensgang eines armen Mädchens. Roman aus dem ersten Fünftel unsers Jahrhunderts, 1874
- Die Wittwe von Metz. Historischer Roman, 1876
- Jakob Pennink. Historischer Roman, 1881